# 음수
음수(陰數)는 -1, -2, - {\displaystyle {\sqrt {2}}}, -1.414처럼 음의 부호(-)를 붙인 수로 0보다 작은 실수다.
음수는 플러스 부호를 붙이는 양수와 반대로 마이너스 부호를 붙여 나타내므로 양수와 반대되는 개념이다.
음수는 기상청에서 온도를 나타낼 때, 영상과 반대되는 개념인 영하를 나타낼 때 쓰이고, 고대 중국에서는 수입과 반대되는 개념 빚을 나타낼 때 쓰였으며, 산의 높이를 측정하는 해발과 반대되는 개념인 해저를 나타낼 때 쓰이는 등 음수는 현대에 이르러 수와 관련된 많은 분야에서 쓰이고 있다.

## 역사
최초로 사용한 사람은 인도인인 623년경의 브라마굽타로, 단순히 음수에 대한 사칙연산만을 기술하였다.
1650년대 이후로 음수가 자유로이 사용되었지만 그 개념이나 논리적 기초가 확실하지 않았기 때문에 수학자들은 정당성의 문제를 회피하거나 그 사용에 이의를 제기하였다.
1657년 존 허드(John Hudde, 1633년~1704년)가 음수와 양수 모두를 표시하는 문자를 사용한 이후부터 수학자들은 자유로이 그런 방식을 따랐다.

## 음수를 포함한 연산

### 더하기
두 음수의 더하기는 두 양수의 더하기와 매우 유사하다. 
(−3) + (−5)  =  −8.
양수와 음수를 혼합하여 더할 때에는 음수를 차감되는 양의 값으로 생각할 수 있다.
8 + (−3)  =  8 − 3  =  5  그리고 (−2) + 7  =  7 − 2  =  5.

### 빼기
음수가 아닌 두 수의 빼기로 음수를 산출하는 것이 가능하다.
 5 − 8  =  −3
일반적으로 양수의 빼기는 같은 절대값의 음수의 더하기와 같은 결과를 산출한다. 그러므로
 5 − 8  =  5 + (−8)  =  −3
그리고
 (−3) − 5  =  (−3) + (−5)  =  −8
반면, 음수의 빼기는 같은 절대값의 양수의 더하기와 같은 결과를 산출한다. 그러므로
 3 − (−5)  =  3 + 5  =  8
그리고
 (−5) − (−8)  =  (−5) + 8  =  3.

### 곱하기
두 음수의 곱이 양수여야 한다는 관습은 곱셈이 분배 법칙을 따르기 위해서 필요하다. 이러한 경우 다음이 성립한다.
 (−2) × (−3)  +  2 × (−3)  =  (−2 + 2) × (−3)  =  0 × (−3)  =  0
2 × (−3) = −6이기 때문에, 곱셈 (−2) × (−3)는 6이어야 한다.

### 나누기
음수가 포함된  나누기  또는 분수의 경우
{\displaystyle {{-a} \over {-b}}={{-\left(-a\right)} \over {-\left(-b\right)}}={{a} \over {b}}}
따라서
{\displaystyle {{-a} \over {-b}}={{a} \over {b}}}

## 같이 보기
- 음의 정수
- 양수